# La Maruja
La Maruja är en ort i Argentina.   Den ligger i provinsen La Pampa, i den centrala delen av landet, 600 km väster om huvudstaden Buenos Aires. La Maruja ligger 283 meter över havet och antalet invånare är 1 389.
Terrängen runt La Maruja är platt, och sluttar österut. Runt La Maruja är det mycket glesbefolkat, med 2 invånare per kvadratkilometer.. La Maruja är det största samhället i trakten.
Omgivningarna runt La Maruja är i huvudsak ett öppet busklandskap.